# Fallito attentato di Ostia

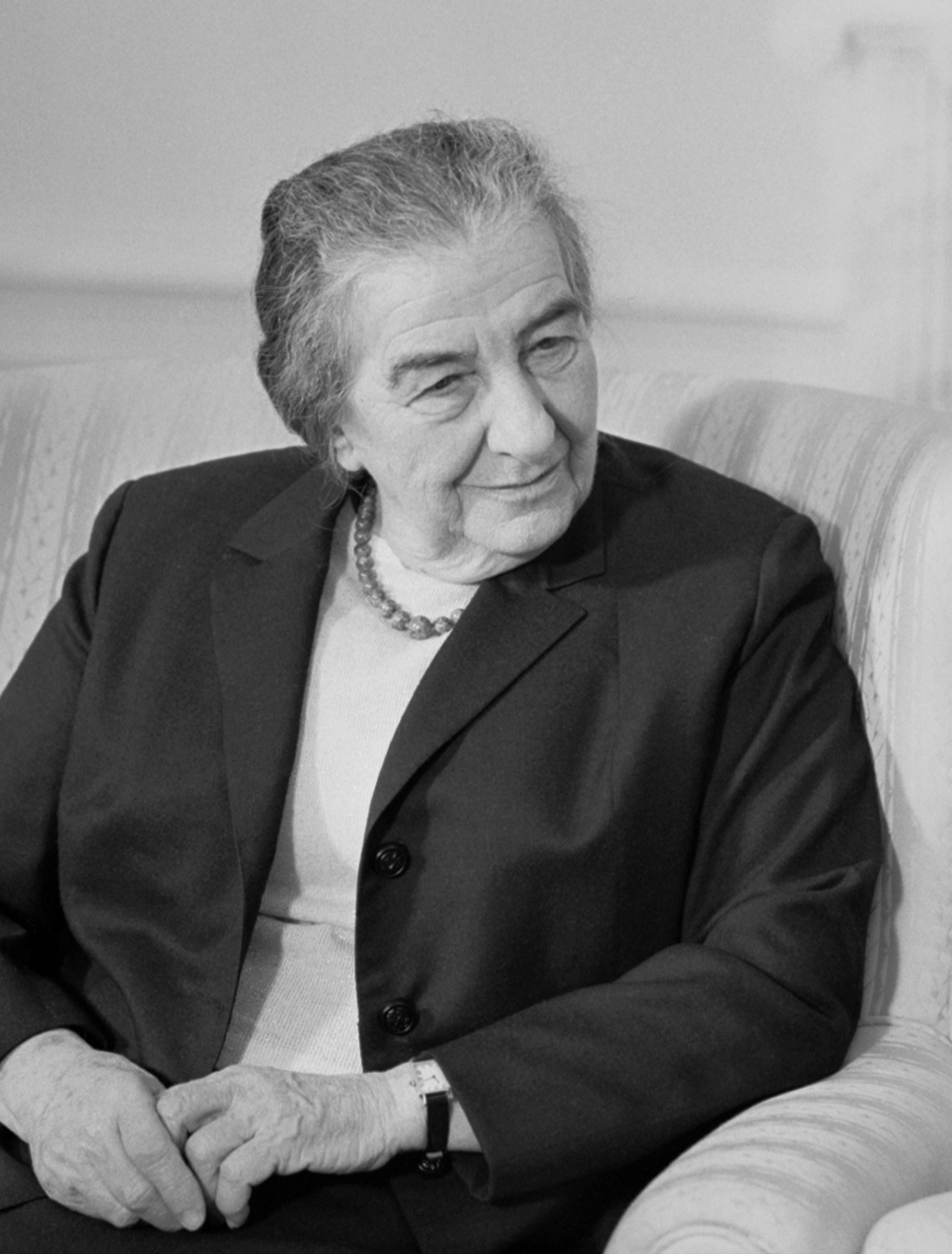
Fotoritratto di Golda Meir

Il fallito attentato di Ostia fu un tentato attacco terroristico contro un aereo della compagnia di bandiera israeliana El Al, da attuare per mezzo di missili terra-aria spalleggiabili Strela-2 (SA-7 "Grail" in codice NATO), dotati di sistema di guida autocercante a ricerca infrarossa di sorgenti di calore (dalle quali sono attirati), inseguendo il bersaglio fino ad esplodergli in prossimità per distruggerlo.
Di tale evento esistono varie versioni (almeno quattro), a partire dalla datazione: rivelato solamente il 5 settembre 1973, probabilmente fu oggetto di una postdatazione.

## Storia

### Antefatto
Obiettivo reale dell'attacco sarebbe stato l'aereo che aveva trasportato il primo ministro israeliano Golda Meir. Se l'ipotesi della postadazione dell'arresto fosse fondata, si tratterebbe dell'aereo atterrato a Fiumicino la sera del 14 gennaio 1973 per la visita ufficiale a Roma del giorno seguente dove ebbe un'udienza privata: si trattò di un viaggio culminato con l'incontro con papa Paolo VI, nonché con un incontro al Quirinale con il presidente della Repubblica Giovanni Leone e il presidente del Consiglio Giulio Andreotti.

### Arresti
L'azione fu sventata in extremis da agenti dei servizi segreti italiani che, dopo una soffiata ricevuta da quelli israeliani del Mossad, ufficialmente il 5 settembre 1973, facendo irruzione in un appartamento situato nella località del litorale romano, arrestarono 5 terroristi palestinesi. 
I responsabili dell'attentato fallito erano legati all'organizzazione Settembre Nero ed in un caso direttamente al capo del FPLP. Essi erano: Mohammed Nabil Mahmoud Azmi Kanj con passaporto giordano; Amin al-Hindi, algerino; Gabriel Khouri, siriano (questi tre detenuti in carcere); l'iracheno Ahmed Ghassan al-Hadithi e il libico Ali al-Tayeb al-Fergani (entrambi in libertà provvisoria).

### Allarme conseguente
Il 12 ottobre 1973, dopo aver rinviato ad una descrizione della reazione di una delle organizzazioni palestinesi agli arresti, un «appunto» battuto a macchina - presumibilmente indirizzato dal servizio segreto dell'epoca al presidente del consiglio Mariano Rumor - confermava la necessità di intensificare ulteriormente: "l’attività di vigilanza presso i probabili obiettivi, con particolare riguardo per gli aeroporti ed i porti (la sottolineatura è del dattiloscritto, ndr); l’azione di controllo nei riguardi degli stranieri appartenenti ai Paesi direttamente interessati all’attuale conflitto arabo-israeliano; la ricerca informativa tendente a prevenire lo sviluppo dell’attività terroristica in argomento". Il testo, che "avrebbe dovuto far alzare il livello di guardia negli scali aerei del nostro Paese", fu diramato "due mesi e sei giorni prima della strage che sarebbe stata compiuta da un commando di fedayn arabi nell’aeroporto più grande d’Italia, Fiumicino".

## Liberazione
I due titolari di passaporto libico furono rimessi in libertà il 30 ottobre 1973. Essi furono sistemati in un appartamento della capitale messo a loro disposizione dai "servizi" e, il giorno seguente, dall'aeroporto militare di Ciampino, dopo una sosta a Malta vengono esfiltrati nella Libia di Gheddafi a bordo dell'Argo 16 accompagnati da quattro funzionari del SID: il capitano Antonio Labruna, il tenente colonnello Enrico Milani, il colonnello Giovan Battista Minerva e il colonnello Stefano Giovannone.
Per gli altri tre terroristi fu fissato il processo al 17 dicembre 1973, dando a tale data ampio risalto anche sulla stampa; lo stesso giorno verrà compiuta una strage all'aeroporto di Fiumicino da parte di estremisti palestinesi che, distruggendo un aereo e dirottandone un altro, uccisero 34 persone e causarono il ferimento di altre 15.
Nel marzo 1974 furono liberati anche i restanti tre estremisti arabi. Dopo un rinvio a giudizio disposto il 14 dicembre 1973, i cinque – con sentenza del 27 febbraio 1974 – erano stati comunque ritenuti responsabili dei reati di introduzione, detenzione e traffico di armi da guerra e relativo munizionamento allo scopo di eseguire una strage e condannati alla pena di anni 5 e mesi due di reclusione ciascuno.